# Sierra Campisano
Sierra Campisano (San Diego, 28 dicembre 1997) è una cestista statunitense naturalizzata italiana.

## Biografia
Dopo aver studiato alla High School di Torrey Pines (un quartiere di San Diego), nella stagione 2017-2018 ha giocato, assieme a Sabrina Ionescu, con la squadra dei Ducks della Università dell'Oregon, a Eugene. 

Dal 2019 al 2021 ha frequentato il college e giocato a basket presso il Cal Poly-Obispo. 
 

A maggio 2021 ha avuto il ruolo di play-ala ("forward" nella terminologia cestistica NBA) nella squadra dei Chicago Sky della WNBA americana.
Nella stagione 2021-2022 ha giocato nel massimo campionato ungherese con la squadra del BKG-PRIMA Szigetszentmiklós.
 È in attesa della cittadinanza italiana e si allena col Famila Wuber Schio.